# Turniej mężczyzn w koszykówce na Plażowych Igrzyskach Azjatyckich 2012
Turniej w koszykówce mężczyzn podczas III Plażowych Igrzysk Azjatyckich w Haiyan odbył się w dniach od 17 do 19 czerwca 2012 roku. Do rywalizacji przystąpiło 12 drużyn, podzielonych na trzy grupy. W każdej z nich zmagania toczyły się systemem kołowym (tj. każdy z każdym, po jednym meczu), a po dwa najlepsze zespoły uzyskały awans do grup półfinałowych. Po rozgrywkach w tych grupach rozegrano mecz o pierwsze, trzecie i piąte miejsce. Złoto zdobyła reprezentacja Afganistanu.

## Faza grupowa

### Grupa A
Tabela
| Poz. | Reprezentacja   | Pkt | Mecze | Mecze | Mecze | Małe punkty | Małe punkty | Małe punkty |
| Poz. | Reprezentacja   | Pkt | M     | Z     | P     | zdob.       | str.        | ratio       |
| ---- | --------------- | --- | ----- | ----- | ----- | ----------- | ----------- | ----------- |
| 1    | Mongolia (MGL)  | 5   | 3     | 2     | 1     | 45          | 37          | +8          |
| 2    | Tajlandia (THA) | 5   | 3     | 2     | 1     | 34          | 30          | +4          |
| 3    | Katar (QAT)     | 5   | 3     | 2     | 1     | 45          | 47          | -2          |
| 4    | Bhutan (BHU)    | 3   | 3     | 0     | 3     | 41          | 51          | -10         |

Legenda: Poz. – pozycja, Pkt – liczba punktów, M – liczba meczów, Z – mecze wygrane, P – mecze przegrane, zdob. – małe punkty zdobyte, str. – małe punkty stracone
Mecze
17 czerwca 2012
| Mongolia  | 21:15 | Bhutan    |
| Katar     | 14:13 | Tajlandia |
| Tajlandia | 6:4   | Mongolia  |
| Bhutan    | 14:15 | Katar     |

18 czerwca 2012
| Mongolia  | 20:16 | Katar  |
| Tajlandia | 15:12 | Bhutan |

### Grupa B
Tabela
| Poz. | Reprezentacja      | Pkt | Mecze | Mecze | Mecze | Małe punkty | Małe punkty | Małe punkty |
| Poz. | Reprezentacja      | Pkt | M     | Z     | P     | zdob.       | str.        | ratio       |
| ---- | ------------------ | --- | ----- | ----- | ----- | ----------- | ----------- | ----------- |
| 1    | Afganistan (AFG)   | 6   | 3     | 3     | 0     | 57          | 28          | +29         |
| 2    | Turkmenistan (TKM) | 5   | 3     | 2     | 1     | 45          | 41          | +4          |
| 3    | Nepal (NEP)        | 4   | 3     | 1     | 2     | 39          | 46          | -7          |
| 4    | Palestyna (PLE)    | 3   | 3     | 0     | 3     | 30          | 56          | -26         |

Legenda: Poz. – pozycja, Pkt – liczba punktów, M – liczba meczów, Z – mecze wygrane, P – mecze przegrane, zdob. – małe punkty zdobyte, str. – małe punkty stracone
Mecze
17 czerwca 2012
| Turkmenistan | 8:17  | Afganistan   |
| Palestyna    | 9:16  | Nepal        |
| Nepal        | 13:18 | Turkmenistan |
| Afganistan   | 21:10 | Palestyna    |

18 czerwca 2012
| Palestyna | 11:19 | Turkmenistan |
| Nepal     | 10:19 | Afganistan   |

### Grupa C
Tabela
| Poz. | Reprezentacja    | Pkt | Mecze | Mecze | Mecze | Małe punkty | Małe punkty | Małe punkty |
| Poz. | Reprezentacja    | Pkt | M     | Z     | P     | zdob.       | str.        | ratio       |
| ---- | ---------------- | --- | ----- | ----- | ----- | ----------- | ----------- | ----------- |
| 1    | Indie (IND)      | 6   | 3     | 3     | 0     | 56          | 24          | +32         |
| 2    | Bangladesz (BAN) | 5   | 3     | 2     | 1     | 40          | 44          | -4          |
| 3    | Chiny (CHN)      | 4   | 3     | 1     | 2     | 47          | 50          | -3          |
| 4    | Wietnam (VIE)    | 3   | 3     | 0     | 3     | 32          | 57          | -25         |

Legenda: Poz. – pozycja, Pkt – liczba punktów, M – liczba meczów, Z – mecze wygrane, P – mecze przegrane, zdob. – małe punkty zdobyte, str. – małe punkty stracone
Mecze
17 czerwca 2012
| Chiny      | 15:16 | Bangladesz |
| Wietnam    | 4:21  | Indie      |
| Indie      | 18:14 | Chiny      |
| Bangladesz | 18:12 | Wietnam    |

18 czerwca 2012
| Chiny      | 18:16 | Wietnam |
| Bangladesz | 6:17  | Indie   |

## Faza zasadnicza

### Grupa E
Tabela
| Poz. | Reprezentacja      | Pkt | Mecze | Mecze | Mecze | Małe punkty | Małe punkty | Małe punkty |
| Poz. | Reprezentacja      | Pkt | M     | Z     | P     | zdob.       | str.        | ratio       |
| ---- | ------------------ | --- | ----- | ----- | ----- | ----------- | ----------- | ----------- |
| 1    | Turkmenistan (TKM) | 3   | 2     | 1     | 1     | 28          | 22          | +6          |
| 2    | Mongolia (MGL)     | 3   | 2     | 1     | 1     | 26          | 26          | 0           |
| 3    | Indie (IND)        | 3   | 2     | 1     | 1     | 30          | 36          | -6          |

Legenda: Poz. – pozycja, Pkt – liczba punktów, M – liczba meczów, Z – mecze wygrane, P – mecze przegrane, zdob. – małe punkty zdobyte, str. – małe punkty stracone
Mecze
19 czerwca 2012
| Mongolia     | 10:8  | Turkmenistan |
| Turkmenistan | 20:12 | Indie        |
| Indie        | 18:16 | Mongolia     |

### Grupa F
Tabela
| Poz. | Reprezentacja    | Pkt | Mecze | Mecze | Mecze | Małe punkty | Małe punkty | Małe punkty |
| Poz. | Reprezentacja    | Pkt | M     | Z     | P     | zdob.       | str.        | ratio       |
| ---- | ---------------- | --- | ----- | ----- | ----- | ----------- | ----------- | ----------- |
| 1    | Afganstan (AFG)  | 4   | 2     | 2     | 0     | 37          | 25          | +12         |
| 2    | Bangladesz (BAN) | 3   | 2     | 1     | 1     | 31          | 31          | 0           |
| 3    | Tajlandia (THA)  | 2   | 2     | 0     | 2     | 27          | 39          | -12         |

Legenda: Poz. – pozycja, Pkt – liczba punktów, M – liczba meczów, Z – mecze wygrane, P – mecze przegrane, zdob. – małe punkty zdobyte, str. – małe punkty stracone
Mecze
19 czerwca 2012
| Tajlandia  | 13:20 | Afganistan |
| Afganistan | 17:12 | Bangladesz |
| Bangladesz | 19:14 | Tajladia   |

### Mecz o 5. miejsce
19 czerwca 2012
| Indie | 16:8 | Tajlandia |

### Mecz o brązowy medal
19 czerwca 2012
| Mongolia | 15:13 | Bangladesz |

### Finał
19 czerwca 2012
| Turkmenistan | 9:16 | Afganistan |

## Tabela końcowa
| Poz. | Reprezentacja |
| ---- | ------------- |
|      | Afganistan    |
|      | Turkmenistan  |
|      | Mongolia      |
| 4    | Bangladesz    |
| 5    | Indie         |
| 6    | Tajlandia     |